# Hypocalymma cordifolium
Hypocalymma cordifolium är en myrtenväxtart som beskrevs av Johannes Conrad Schauer. Hypocalymma cordifolium ingår i släktet Hypocalymma och familjen myrtenväxter.

## Underarter
Arten delas in i följande underarter:
- H. c. cordifolium
- H. c. minus